# Shiba Gorō
Shiba Gorō est un nom japonais traditionnel ; le nom de famille (ou le nom d'école), Shiba, précède donc le prénom (ou le nom d'artiste).
Shiba Gorō (柴 五郎, 21 juin 1860-13 décembre 1945) est un général de l'Armée impériale japonaise.

## Biographie
Cinquième fils d'un samouraï d'Aizu nommé Shiba Satazō, Shiba Gorō est témoin des événements de la guerre de Boshin durant sa jeunesse et survit à la destruction de son domaine. Il rejoint le nouveau gouvernement de Meiji et après avoir brièvement travaillé pour la préfecture d'Aomori, il entre à l'Académie de l'Armée impériale japonaise. Parmi ses camarades de classe se trouvent Uehara Yūsaku, Akiyama Yoshifuru, et Hongō Fusatarō (en). Il est nommé sous-lieutenant dans l’artillerie en 1879 puis lieutenant en 1884. Après avoir servi à l'arsenal d'Osaka, Shiba est assigné à la Garde impériale du Japon. En 1895, il participe à la première guerre sino-japonaise.
Promu colonel en 1900, Shiba est attaché militaire de la légation japonaise durant le siège des légations internationales (en) lors de la révolte des Boxers. Il se distingue durant ce conflit, comme lors du siège de Pékin, et reçoit des décorations des pays de l'Alliance des huit nations. Son nom est également cité dans le Times. Il sert ensuite dans un régiment d'artillerie durant la guerre russo-japonaise et est décoré de l'ordre du Milan d'or (2e classe) pour sa bravoure au combat. Il est plus tard envoyé comme attaché militaire au Royaume-Uni.
Promu général, Shiba retourne au Japon pour prend la tête de la nouvelle 12e division et est décoré de l'ordre du Trésor sacré (1re classe). Il est choisi pour accompagner le prince Higashifushimi Yorihito lors d'une visite officielle en 1918. De retour au Japon, il est brièvement placé à la tête de l'armée japonaise de Taïwan de 1919 à 1921 et se retire ensuite.
Après l'annonce de la capitulation du Japon en août 1945, Shiba tente de se suicider à l'âge de 85 ans et meurt de ses blessures quatre mois plus tard.

## Carrière littéraire
Shiba a également rédigé son autobiographie Souvenirs d'Aizu (Boshin junnan kaikoroku, Récit des sacrifices de la guerre de Boshin). Le livre décrit son enfance et sa vie de famille, ainsi que la vision de l'intérieur de la restauration de Meiji. Il décrit les difficultés du daimyo d'Aizu, Matsudaira Katamori, et du reste de la population du domaine au moment du retour de Shiba à Aizu dans les années 1870. Il rédige également un récit du siège de Pékin intitulé Pekin rōjō (北京篭城).
Son frère, Shiba Shirō, plus connu sous son nom de plume de Tōkai Sanshi, est également écrivain durant l'ère Meiji et est l'auteur de Rencontres fortuites avec de belles femmes (Kajin no kigu), une fiction réalisée pendant ses études à l'université de Pennsylvanie aux États-Unis.

## Source de la traduction
- (en) Cet article est partiellement ou en totalité issu de l’article de Wikipédia en anglais intitulé « Shiba Gorō » (voir la liste des auteurs).